# Переписні книги 1666 року
Переписні книги 1666 року — серія переписів, проведених 1666 року в часи гетьманування Брюховецького.
Частково опубліковані.
Першу частину впорядкував Олександр Лазаревський в 1900 році, охоплювала, переважно, Полтавщину. Другу частину приготував до друку і зредагував В. О. Романовський (Видруковано в Києві Всеукраїнською академією наук, Археографічною Комісією в 1933 році обсягом 460 сторінок), охоплювала територію, переважно Київщини та Ніжинщини (в тогочасних межах). Третю - "Чернігівську переписну книгу" опублікували чернігівські дослідники Сергій Горобець та Ігор Ситий, охоплювала частину сучасної Чернігівської області та прилеглу частину сучасної Білорусі. 

## Обставини перепису
Перший облік людності на Лівобережній Україні після поділу України ще до Андрусівської угоди був проведений на початку 1666 року московськими переписувачами, яких закликав в Україну разом із московськими воєводами і військом гетьман Лівобережної України Іван Брюховецький. «Переписчики робили перепис населення, скільки його і де є, й які воно має достатки, щоб збирати потім податок грішми, хлібом і всякими продуктами».

## Структура видання Романовського
- Передмова.
- Книга «Малороссійского приказа», № 121…1
- Книга «Киевского повытья», № 1…201
- Книга «Сибирского приказа», № 495…313
- Реєстр поселеннів, засесенних у переписні книги 1666 року…439
- Алфавітний покажчик…443